# Aldo Arcángel Osorio
Aldo Arcángel Osorio (San Nicolás, província de Buenos Aires, Argentina, 12 de juny de 1974), futbolista argentí que va passar per diversos equips al llarg de la seva carrera. Jugava de davanter.

## Trajectòria
El seu primer club oficial va ser Club Almirante Brown en el qual va jugar en la Nacional B des de 1993 fins a 1996, any que migrà a Club Atletico Huracán per a jugar en la Primera Divisió de l'Argentina. Després d'un any en aquesta entitat va tornar a la segona divisió per a jugar en All Boys.
En 1999 va arribar a Argentinos Juniors, club en el qual va tenir molt bones actuacions. Gràcies a això va ser transferit en 2000 al Lecce per a jugar en la Sèrie A del Calcio Italià. Després d'un breu pas pel Crotone va tornar a Lecce on va romandre fins a 2003, any que va tornar al país per a jugar en Talleres de Córdoba. En el club cordovès va assolir el 3r lloc en el Torneig Clausura 2004, però després d'una Revàlida contra Argentinos Juniors va perdre la categoria.
En finalitzar el campionat va emigrar al CD Numancia, de la Primera Divisió d'Espanya. En 2005 va tornar novament al país per a disputar la Copa Libertadores amb Newell's Old Boys i Quilmes AC de l'Argentina. Finalment, el 2006 va tornar a Argentinos Juniors, últim equip en el qual va jugar.